# First Day of My Life (Bright Eyes-dal)
A First Day of My Life a Bright Eyes egy dala az I’m Wide Awake, It’s Morning albumról, egyben nyolcadik kislemezük, amelyet 2005. március 21-én adott ki a Saddle Creek Records.
A kiadvány a brit kislemezlistán 37., a 2009-es indie listán pedig a 21-ik helyen zárt. A Pitchfork Media a 2000-es évek 500 legjobb dalát összegyűjtő válogatásában a 266. helyezést kapta.
A videóklipet John Cameron Mitchell rendezte.

## Szereplések
A dal hallható a 2007-es Elvis és Anabelle-, valamint a 2006-os The Bubble filmekben, továbbá szerepel az NBC csatorna Chuck sorozata 4. évadának 23. részében („Chuck Versus the Last Details”).
Az alkotást James Corden a Radio 4 Desert Island Discs műsorában egyik kedvencének nevezte.
A szám gnash-féle feldolgozása felkerült a zenész 2016-os us című középlemezére.

## Számlista
Az összes dal szerzője Conor Oberst. 
| 1.   | First Day of My Life            | 3:10 |
| 2.   | When the President Talks to God | 2:32 |
| 3.   | True Blue                       | 3:30 |
| 9:16 |                                 |      |

## Közreműködők
- Conor Oberst – ének, gitár, zongora, billentyűk
- Jenne Harris – gitár
- Tim Luntzel – basszusgitár

## Fordítás
Ez a szócikk részben vagy egészben  a   First Day of My Life (Bright Eyes song) című angol Wikipédia-szócikk ezen változatának fordításán alapul.  Az eredeti cikk szerkesztőit annak laptörténete sorolja fel. Ez a jelzés csupán a megfogalmazás eredetét és a szerzői jogokat jelzi, nem szolgál a cikkben szereplő információk forrásmegjelöléseként.